# Чандигар
Чандигар је град у Индији, који је главни град две индијске државе: Пенџаба и Харајане. Град административно не припада ниједној од те две државе, него је савезна територија Индије. Налази се на граници индијског Пенџаба и Харајане. Према незваничним резултатима пописа 2011. у граду је живело 960.787 становника.

## Историја
После поделе Индије 1947. Пенџаб је такође подељен на индијски и пакистански део. Дотадашњи главни град Пенџаба Лахор остао је у Пакистану. У Индији је одлучено да се сагради нови град, који ће бити главни град индијског дела Пенџаба. Џавахарлал Нехру се лично заложио за пројект изградње новога града. Нехру је нагласио да Чандигар треба да постане симбол индијске вере у будућност. Југоисточни део индијског Пенџаба у коме се говорио хинди одвојио се 1966. у посебну индијску државу Харајану. Чандигар је био на граници те две државе и остао је главни град за обе државе. Чандигар је према споразуму из 1985. требало да постане главни град само индијског Пенџаба, а за Харајану је требало изградити нови главни град. Међутим то досад још није спроведено у дело, јер је Пенџаб требало да преда неке дистрикте Харајани.

## Географија

### Клима
| Клима (Чандигар)         | Клима (Чандигар) | Клима (Чандигар) | Клима (Чандигар) | Клима (Чандигар) | Клима (Чандигар) | Клима (Чандигар) | Клима (Чандигар) | Клима (Чандигар) | Клима (Чандигар) | Клима (Чандигар) | Клима (Чандигар) | Клима (Чандигар) | Клима (Чандигар) |
| Показатељ \ Месец        | .Јан.            | .Феб.            | .Мар.            | .Апр.            | .Мај.            | .Јун.            | .Јул.            | .Авг.            | .Сеп.            | .Окт.            | .Нов.            | .Дец.            | .Год.            |
| ------------------------ | ---------------- | ---------------- | ---------------- | ---------------- | ---------------- | ---------------- | ---------------- | ---------------- | ---------------- | ---------------- | ---------------- | ---------------- | ---------------- |
| Средњи максимум, °C (°F) | 20,4 (68,7)      | 23,1 (73,6)      | 28,5 (83,3)      | 34,5 (94,1)      | 38,3 (100,9)     | 38,6 (101,5)     | 34,0 (93,2)      | 32,8 (91)        | 33,1 (91,6)      | 31,8 (89,2)      | 27,3 (81,1)      | 22,1 (71,8)      | 38,6 (101,5)     |
| Просек, °C (°F)          | 6,1 (43)         | 8,3 (46,9)       | 13,4 (56,1)      | 18,9 (66)        | 23,2 (73,8)      | 25,4 (77,7)      | 24,0 (75,2)      | 23,3 (73,9)      | 21,8 (71,2)      | 17,0 (62,6)      | 10,5 (50,9)      | 6,7 (44,1)       | 16,55 (61,78)    |
| [ тражи се извор ]       |                  |                  |                  |                  |                  |                  |                  |                  |                  |                  |                  |                  |                  |

## Становништво
Према незваничним резултатима пописа, у граду је 2011. живело 960.787 становника.
| 1991.   | 2001.   | 2011.   |
| ------- | ------- | ------- |
| 569.374 | 808.515 | 960.787 |

## План и архитектура
Неколико зграда у Чандигару је дизајнирао чувени архитекта Ле Корбизје током 1950-их. Почетни план града је направио амерички архитекта Алберт Мајер, који је радио са пољским архитектом Метјуом Новицким. После смрти Новицкога Ле Корбизје је увучен у цели пројекат. 
Град има облик мреже. Подељен је у секторе, који личе један на други. Сваки сектор има димензије 800 m са 1200 m. Требало је да Сектори буду самодовољни и да садрже супермаркете, пијаце, школе, храмове.
Једно од необичних обележја Чандигара је „Камени врт“, који је Нек Чанд градио 30 година, од отпадног камења приликом изградње Чандигара.

## Економија
Значајан број становника Чандигара је запослен у државном сектору или су пензионисани након рада у државном сектору. У новије време у граду се развија сектор информационих технологија